# جوزف بولونیا
جوزف بولونیا (انگلیسی: Joseph Bologna؛ زادهٔ ۳۰ دسامبر ۱۹۳۴ - درگذشته ۱۳ اوت ۲۰۱۷) یک هنرپیشه، و فیلم‌نامه‌نویس اهل ایالات متحده آمریکا بود. وی از سال ۱۹۷۰ تا ۲۰۱۲ میلادی تاکنون مشغول فعالیت بود.
از فیلم‌ها یا برنامه‌های تلویزیونی که وی در آن نقش داشته‌است می‌توان به زن سرخ‌پوش، سال محبوب من اشاره کرد.